# Kappelrodeck
Kappelrodeck est une commune du Bade-Wurtemberg (Allemagne), située dans l'arrondissement de l'Ortenau, dans le district de Fribourg-en-Brisgau.

## Géographie
Kappelrodeck se situe dans la vallée de l'Acher et sur le tracé du chemin de fer touristique qui relie Achern à Ottenhöfen im Schwarzwald.

## Jumelage
- Rosheim (France) depuis 1995